# ROCK'N ROLL MARCH (曲)
「ROCK'N ROLL MARCH」（ロックン・ロール・マーチ）は、2008年5月25日に発売された沢田研二の75枚目のシングルである。

## 解説
- アルバム『ROCK'N ROLL MARCH』と同時発売シングルで、自身の還暦記念作品。
- サウンドプロデュースは白井良明で、演奏はエレキギターとキーボード、打ち込みのリズムで構成されている。さらに過去の沢田の作品にも参加している伊豆田洋之と早稲田大学混声合唱団が加わっている。
- c/wの「我が窮状」は『耒タルベキ素敵』（2000年）以来となる大野克夫が起用されている。「窮状」は「9条」のメタファー。特に表記はないが、アルバムとバージョンが異なる。
- パッケージデザインはシングルが黄肉種、アルバムが赤肉種の種無しスイカの切り身となっている。

## 収録曲
1. ROCK'N ROLL MARCH
  - 作詞:GRACE、作曲:白井良明、編曲:白井良明
2. 風に押されぼくは
  - 作詞:安珠、作曲:吉田光、編曲:白井良明
3. 我が窮状
  - 作詞:沢田研二、作曲:大野克夫、編曲:白井良明